# ハインリヒ11世 (ロイス＝グライツ侯)
ロイス＝グライツ侯ハインリヒ11世（ドイツ語: Heinrich XI. Fürst Reuß zu Greiz、1722年3月18日 - 1800年6月28日）は、初代ロイス＝グライツ侯（在位：1778年 - 1800年）。

## 生涯
ハインリヒ11世はロイス＝オーバーグライツ伯ハインリヒ2世（1696年 - 1722年、ロイス＝グライツ伯ハインリヒ6世の息子）とゾフィー・シャルロッテ・フォン・ボトマー（1697年 - 1748年、ヨハン・カスパール・フォン・ボトマーとギーゼラ・エルトムート・フォン・ホイムの娘）の末男として、グライツで生まれた。翌1723年、兄のロイス＝オーバーグライツ伯ハインリヒ9世から伯爵位を継承した。1768年にロイス＝ウンターグライツ伯ハインリヒ3世が死去すると、ハインリヒ11世はウンターグライツをも手中に収め、兄系ロイス侯国を統一した。
1778年、ハインリヒ11世は神聖ローマ皇帝ヨーゼフ2世により帝国諸侯に叙され、聖イシュトヴァーン勲章を授与された。

## 家族
1743年4月4日、ケストリッツでロイス＝ケストリッツ伯ハインリヒ24世とマリー・エレオノーレ・エンマ・フォン・プロムニッツ＝ディッテルスバッハ（Marie Eleonore Emma von Promnitz-Dittersbach）の末娘コンラディーネ（1719年 - 1770年）と結婚した。2人は6男5女をもうけた。
- ハインリヒ12世（1744年4月25日 - 1745年12月30日）
- アマーリエ（1745年10月25日 - 1748年10月3日）
- ハインリヒ13世（1747年2月16日 - 1817年1月29日） - 1786年、ヴィルヘルミーネ・ルイーゼ・フォン・ナッサウ＝ヴァイルブルクと結婚、子供あり。
- フリーデリケ（1748年7月9日 - 1816年6月14日） - 1767年、フリードリヒ・ルートヴィヒ・ツー・カステル＝リューデンハウゼン伯爵（1746年 - 1803年）と結婚、1769年に離婚、子供なし。1770年にフリードリヒ・ツー・ホーエンローエ・キルヒベルク（1732年 - 1796年）と結婚、子供なし。
- ハインリヒ14世（ドイツ語版）（1749年11月6日 - 1799年2月12日） - 1797年、マリー・アンネ・マイヤー（Marie Anne Meyer）と結婚、子供なし。
- ハインリヒ15世（英語版）（1751年2月22日 - 1825年8月30日）
- イザベラ（1752年8月7日 - 1824年10月10日） - 1771年、ヴィルヘルム・ゲオルク・フォン・キルヒベルク（1751年 - 1777年）と結婚、子供あり。
- マリー（1754年11月1日 - 1759年9月28日）
- フィクトリア（1756年1月20日 - 1819年12月2日） - 1783年、ヴォルフガング・エルンスト2世・ツー・イーゼンブルク＝ビルシュタイン（1735年 - 1803年）と結婚、子供なし。
- ハインリヒ16世（1759年8月30日 - 1763年12月13日）
- ハインリヒ17世（1761年5月25日 - 1807年2月27日） - 1805年、バベッテ・フォン・ヴェンツ（Babette von Wenz）と結婚、子供なし。

1770年10月25日、フランクフルト・アム・マインでクリスティアン・カール・ラインハルト・フォン・ライニンゲン＝ダクスブルク＝ファルケンブルクの次女アレクサンドリネ・ツー・ライニンゲン＝ダクスブルク＝ハイデスハイム（1732年 - 1809年）と結婚した。2人の間に子供はいなかった。